# Mezoregion Puszczy Rominckiej

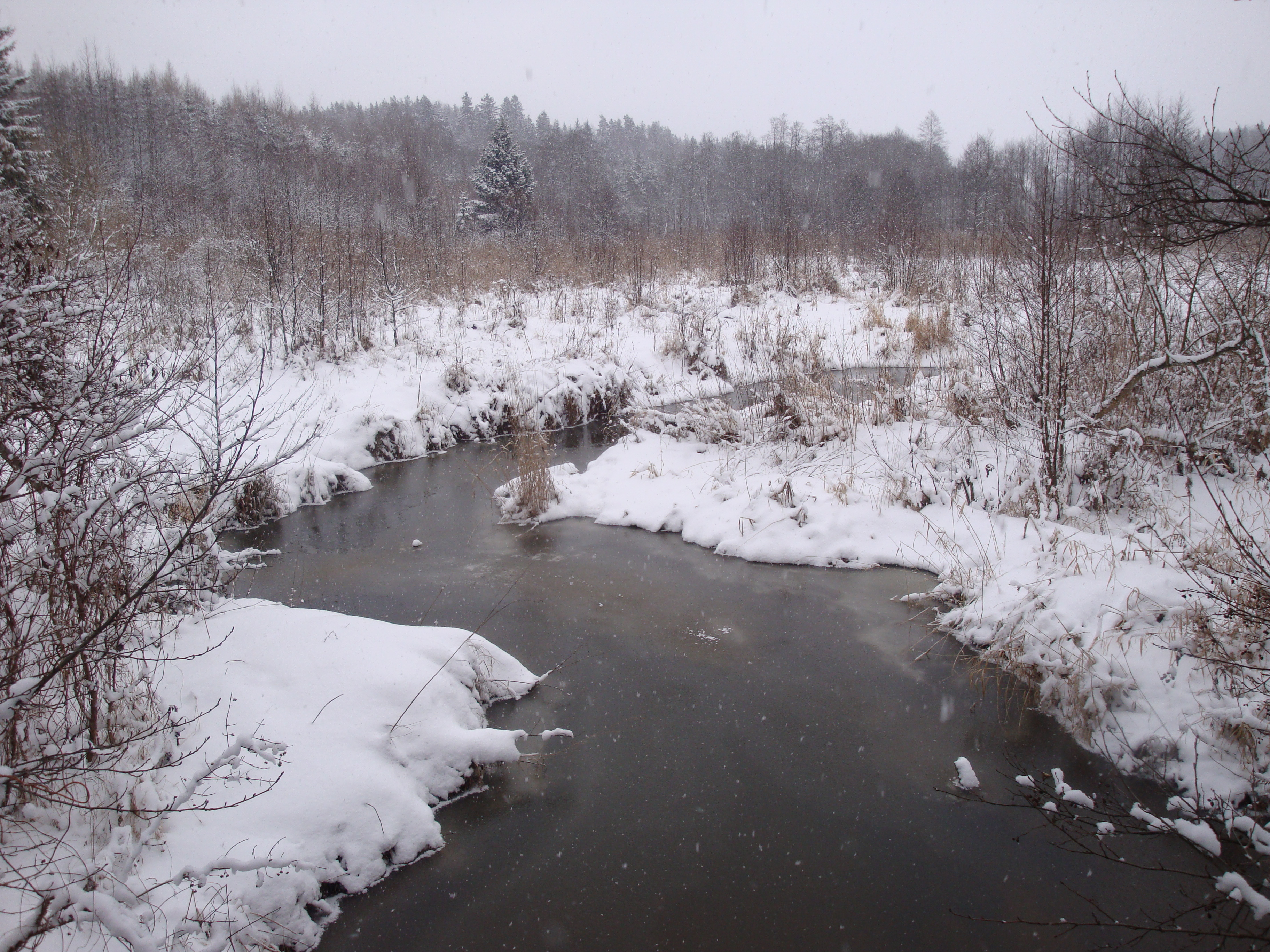
Rzeka Błędzianka

Mezoregion Puszczy Rominckiej (II.8) – mezoregion przyrodniczo-leśny w Krainie Mazursko-Podlaskiej.
Mezoregion położony jest w północno-wschodniej Polsce w woj. warmińsko-mazurskim. Obejmuje część Puszczy Rominckiej, znajdującą się w granicach Polski. Powierzchnia mezoregionu wynosi 225km². Lasy, tworzące zwarte kompleksy, i ekosystemy seminaturalne zajmują ok. 55% powierzchni regionu (same lasy ok. 54% – 121km²). Ponad lasów 90% zarządzanych jest przez Regionalną Dyrekcję Lasów Państwowych w Białymstoku (centralna część Nadleśnictwa Gołdap i północna Nadleśnictwa Olecko).
Obszar regionu zajmuje pagórkowatą wysoczyznę ukształtowaną podczas zlodowacenia północnopolskiego. Dominują krajobrazy naturalne glacjalne równinne i faliste oraz pagórkowate. Pod względem geologicznym przeważają utwory pochodzące z plejstocenu, jak glina zwałowa, piasek i żwir lodowcowy. W krajobrazie występują kemy zbudowane z piasków i mułków. We wschodniej części regionu przy rzece Błędzianka i zachodniej przy rzece Jarka występują piaski i żwiry sandrowe. Pomiędzy morenami i kemami położone są misy wytopiskowe wypełnione holoceńskimi torfami i namułami, zaś rynny rzek – piaskami, żwirami i madami rzecznymi. W szacie roślinnej przeważa grąd z udziałem borów mieszanych.